# Sarracenia catesbaei
Sarracenia catesbaei är en flugtrumpetväxtart som först beskrevs av Ell., och fick sitt nu gällande namn av S. Bell. Sarracenia catesbaei ingår i släktet flugtrumpeter, och familjen flugtrumpetväxter. Inga underarter finns listade i Catalogue of Life.